# Kees Vlietstra
Kees Vlietstra (Groningen, 13 december 1969) is een voormalig Nederlands korfballer en huidig korfbalcoach. Vlietstra speelde en coachte bij Nic. en staat naast zijn palmares in de korfbalwereld ook bekend om zijn geschreven columns.
Vlietstra is naast korfbal ook docent bewegingsonderwijs, consulent en auteur. Vlietstra heeft een jongere broer, Mike Vlietstra, die ook op het hoogste niveau actief is in de korfbalwereld.

## Speler
Vlietstra komt uit een echte Nic.-familie, waar beide ouders ook korfbalden. Het was dan ook niet gek dat hij daar zelf ging korfballen op 6-jarige leeftijd.
In 1985 debuteerde Vlietstra op 16-jarige leeftijd in de selectie van Nic.. Zo maakte hij de opkomst van de club mee, dat zich opwerkte van de Eerste Klasse, Overgangsklasse naar de Hoofdklasse.
Zo speelde Vlietstra in zijn tijd samen met Taco Poelstra, Riko Kruit en zijn jongere broer Mike. Hij werd 2 keer Nederlands kampioen op het veld, iets wat niet lukte in de zaal. Wel speelde Vlietstra 2 keer de zaalfinale, in 1999 en 2000. Beide finales werden echter verloren.

## Oranje
Vlietstra speelde 9 officiële interlands voor het Nederlands korfbalteam. Hiervan waren er 3 op het veld en 6 in de zaal.

## Erelijst
- Nederlands landskampioen veld, 2x (1994 en 1998)
- Wereldkampioen (met het Nederlands korfbalteam) (1995)

## Coach
Na zijn carrière als actieve speler bleef Vlietstra actief bij Nic..
Zo was Vlietstra van 2002 t/m 2004 de hoofdcoach van Nic. 1.
In 2012 deed de club een beroep op hem en zijn broer Mike Vlietstra. De club, spelend in de hoogste competitie, de Korfbal League verkeerde in zwaar weer. Na 6 speelronden stond Nic. onderaan de ranglijst en de club greep in. Coach Albert Nijdam werd ontslagen en de broers Vlietstra moesten het tij gaan keren.
De broers wisten de flow terug te krijgen en speelde Nic. veilig voor het seizoen. Het eindigde uiteindelijk zelfs 7e. De broers werden voor dit opmerkelijke resultaat beloond met de prijs voor Beste Coach 2011-2012. De missie van de broers Vlietstra was gelukt. In het seizoen erna nam nieuw aangetrokken coach Harold Jellema het over.
Sinds 2018 tot heden is Vlietstra weer de hoofdcoach bij Nic.. De club degradeerde in 2018 terug van de Hoofdklasse naar de Overgangsklasse. In zijn eerste seizoen als hoofdcoach werd net niet gepromoveerd naar de Hoofdklasse.

## Bondscoach Jong Oranje
Sinds 1999 is Vlietstra bondscoach van Jong Oranje.